# Neoseiulus bheraensis
Neoseiulus bheraensis är en spindeldjursart som beskrevs av Chaudhri, Akbar och Rasool 1979. Neoseiulus bheraensis ingår i släktet Neoseiulus och familjen Phytoseiidae. Inga underarter finns listade i Catalogue of Life.